# عبد المنعم مدبولي
عبد المنعم مدبولي (28 ديسمبر 1921 - 9 يوليو 2006)، ممثل مصري. مارس التمثيل أكثر من 50 عاما وشكّل مدرسة كوميدية مستقلة في الضحك الراقي، وأسس العديد من الفرق المسرحية مثل المسرح الحر عام 1952 والكوميدي 1963 والفنانين المتحدين 1966 والمدبوليزم 1975.
بدأ حياته الفنية في البرنامج الإذاعي الشهير ساعة لقلبك وبعدها انضم لمسرح التليفزيون وأسس مع رواد جيله فؤاد المهندس وأمين الهنيدي وغيرهما مدرسة كوميدية استمد تراثها من الجيل السابق الريحاني والكسار.

## حياته
وُلد عبد المنعم مدبولي بالقاهرة في 28 ديسمبر 1921 يتيماً فقيراً جداً، حيث ظهرت موهبته التمثيلية منذ المرحلة الابتدائية عندما تم ترشيحه ليقود الفرقة المسرحية بالمدرسة، ومارس التمثيل لأكثر من 50 عاماً، حتى وفاته يوم الأحد 9 يوليو 2006 متأثرا بمرض القلب عن عمر يناهز 85 عاماً.

## بدايته
عبد المنعم مدبولي: لم يتخرج من الفنون التطبيقية فحسب وإنما عمل بها مدرسا في قسم النحت حتى منتصف السبعينيات في عز شهرته ومجده، واكتشف الكثير من الموهوبين في التمثيل من طلاب الكلية، أهمهم (نبيل الهجرسي) خريج قسم الحديد
التحق مدبولي بالمعهد العالي لفن التمثيل العربي ليتخرج فيه عام 1949 في ثاني دفعاته، وعقب تخرجه انضم إلى فرقة جورج أبيض ثم فرقة فاطمة رشدي وشارك بالتمثيل في برامج الأطفال بالإذاعة ضمن حلقات برنامج بابا شارو، ثم استمر حتى بلغ رصيده نحو 60 فيلماً، 120 مسرحية، و 30 مسلسلا.
تميز عبد المنعم مدبولي بكاريزما خاصة أكسبته حب الملايين في مصر والعالم العربي وشكّل مع الراحل فؤاد المهندس ثنائي تمثيلي عجز عن تكراره الممثلون الحاليون.

## المسرح
شارك مدبولي في أول عمل مسرحي له من خلال دور أعرابي مع فرقة المسرح المصري الحديث التي شكلها زكي طليمات، ثم قام بتأسيس فرقة تحمل اسم المسرح الحر عام 1952. ومن أهم الأعمال المسرحية التي أنتجتها فرقة المسرح الحر: «الأرض الثائرة»، «حسبة برما»، «الرضا السامي»، «خايف أتجوز»، «مراتي بنت جن»، «مراتي نمرة 11»، «كوكتيل العجائب».
إضافة إلى ذلك شارك مدبولي في كتابة العروض المسرحية مثل كفاح بورسعيد، والتي كانت عبارة عن مجموعة من المسرحيات القصيرة أخرجها كلاً من سعد أردش وصلاح منصور.
انضم مدبولي بعد ذلك إلى فرقة التلفزيون المسرحية والتي كان يترأسها السيد بدير، بعدها تولى فرقة المسرح الكوميدي وأخرج أكثر من أربعة عروض منها: «جلفدان هانم»، «أنا وهو وهي»، «دسوقي أفندي»، «مطرب العواصف»، «أصل وصورة»، «حلمك ياشيخ علام». المفتش العام، السكرتير الفني، مطرب العواطف، جفلدان هانم، وسط البلد. كما اخرج لفرقة إسماعيل ياسين عملين هما: 3 فرخات وديك، وأنا وأخويا وأخويا.
شارك مدبولي في تكوين فرقة الفنانين المتحدين، وقدم من خلالها أبرز العروض المسرحية وهي: «البيجاما الحمراء»، «الزوج العاشر»، «العيال الطيبين»، ثم انفصل عنها عام 73 ليكون في عام 75 فرقته الخاصة «المدبوليزم» وقدم من خلالها عروض: «راجل مفيش منه»، «يا مالك قلبي»، «مولود في الوقت الضائع»، «مع خالص تحياتي»، «حمار ما شالش حاجة».
شارك بالتمثيل والإخراج في عدد كبير من المسرحيات التي حققت نجاحاً كبيراً ومنها: «السكرتير الفني» بطولة كل من الفنان فؤاد المهندس وشويكار، و«المغناطيس»، «الناس اللي تحت»، «بين القصرين»، «زقاق المدق»، «ريا وسكينة».

## أغانيه للأطفال
اشتهر عبد المنعم مدبولي بحبه الكبير للأطفال لذلك قدم العديد من أغاني الأطفال في أفلامه ومسلسلاته ومن خلال التلفزيون المصري والتي ظلت خالدة في ذاكرة التلفزيون والسينما المصرية، وحفرت داخل وجدان كل أطفال مصر خلال عقود من الزمان ومن أغانيه توت توت وكان في واد أسمو الشاطر عمرو وجدو عبده زارع أرضه والشمس البرتقالي وغيرها من الأغاني.

## السينما
أما بالنسبة للسينما فقد بدأها في وقت متأخر حيث شهد عام 1958 أول فيلم لمدبولي وهو «أيامي السعيدة»، وتوالت الأفلام بعد ذلك والتي بلغ عددها 150 فيلماً منها: «ربع دستة أشرار»، «عالم مضحك جداً»، «غرام في أغسطس»، «مطاردة غرامية»، «المليونير المزيف»، «أشجع رجل في العالم»، وآخر أعمال الفنان عبد المنعم مدبولي السينمائية «أريد خلعا» مع الفنان أشرف عبد الباقي
ومن أهم الأدوار التي أبدع فيها وظلت عالقة بذاكرة السينما فكانت للشخصيات التي لعبها في أفلام مثل: «الحفيد ـ مولد يا دنيا ـ إحنا بتوع الأتوبيس».
تخرج على يديه العديد من نجوم الكوميديا مثل: عادل إمام، سعيد صالح، يونس شلبي، محمد صبحي وغيرهم كثيرون. المسلسلات أشهرها على الإطلاق مسلسل (لا يا ابنتي العزيزة) ومسلسل (أبنائي الأعزاء شكرا) وهو المعروف بمسلسل بابا عبده
اشترك كضيف شرف في فيلم عايز حقي مع الفنان هاني رمزي وقد كان لدوره أثر كبير في تغيير مجرى الفيلم، وكذلك نفس الشيء حدث في فيلم أريد خلعاً مع الفنان أشرف عبد الباقي... وأثبت - مع كبر سنه - أنه لا يزال بارعاً في إلقاء الأدوار التي تحتاج جدية، كما اشترك في فيلم كريستال مع الفنانة شريهان.

## جوائزه
نال خلال مشواره الفني العديد من الجوائز وشهادات التكريم منها:
- جائزة أحسن ممثل في السينما عن أفلامه فيلم «الحفيد» وفيلم «أهلا يا كابتن» وكذلك فيلم «مولد يا دنيا»
- في عام 1986 حصل على جائزة تكريم في مهرجان زكي طليمات.
- في عام 1983 حصل على وسام العلوم والفنون من الطبقة الأولى.
- في عام 1984 حصل على جائزة الدولة التقديرية عن مجمل أعماله.
- وقد قام بتكريمه الرئيس المصري السابق محمد أنور السادات بشهادة تقدير خاصة في أكاديمية الفنون وذلك عن دوره في مسلسل أبنائي الأعزاء..شكراً (مسلسل).
- كما يعد أول فنان عربي كتبت عنه دائرة المعارف النمساوية.
- قام المهرجان القومي للمسرح المصري في الفترة من 10 إلى 19 يوليو 2006 بتكريم اسم الفنان.

## أعماله

### أفلام
| - أريد خلعاً: 2005- الزوج المخلوع - عايز حقي: 2003- أبو حسن الصياد - العاشقان: 2001 - امرأة تحت المراقبة: 2000- كمال العسقلاني - المرأة والساطور: 1997: البير - السيد كاف: 1994- كامل - كريستال: 1993- قباري أبو حسنه - جحيم 2 "حورجادا": 1990- الريس رمضان - ضحية حب: 1988 - الجوهرة: 1988- المرعشلي - ابتسامة في عيون حزينة: 1987 - بكره أحلى من النهار ده: 1986 - العايقة والدريسة: 1985- د. إبراهيم علوش - الزواج والصيف: 1985: سليمان - حب في الزنزانة: 1983- أبو الفتوح - أنا مش حرامية: 1983- فرحات | - إحنا بتوع الأتوبيس: 1979- مرزوق - شباب يرقص فوق النار: 1978- حنفي - شهادة مجنون: 1978- مسعود المواردى - أهلا يا كابتن: 1978 - ألف بوسة وبوسة: 1977 - العيال الطيبين: 1976- أمام والد وائل - مولد يا دنيا: 1976- ريشة - سيقان في الوحل: 1976- عصفور - احترسي من الرجال يا ماما: 1975: عبد الجواد - الحفيد: 1974- حسين - فى الصيف لازم نحب: 1974 - مدرسة المشاغبين: 1973 الناظر ووالد منصور - طاحونة السيد فابر: 1973 - أنا و ابنتي و الحب: 1972 - جنون المراهقات: 1972 | - البعض يعيش مرتين: 1971 - رجال في المصيدة: 1971 - لعبة كل يوم: 1971 - الحسناء واللص: 1971 - صراع مع الموت: 1970- صاروخ - ربع دستة أشرار: 1970- حتحوت - المراية: 1970- كريم - أصعب جواز: 1970- خال البنات - فتاة الاستعراض: 1969 - شيء من العذاب: 1969 - نشال رغم أنفه: 1969 - الناس اللي جوه: 1969 - من أجل حفنة أولاد: 1969 - للمتزوجين فقط: 1969 | - سوق الحريم 1969- عم على - التلميذة والأستاذ: 1968 - المساجين الثلاثة: 1968- غندور - ابن الحتة: 1968- سيّد، مساعد المخرج - أشجع رجل في العالم: 1968- الناظر - المليونير المزيف: 1968 - حلوة وشقية: 1968 - عالم مضحك جداً: 1968- حمّورة - حواء والقرد: 1968- د.عادل - مطاردة غرامية: 1968- الدكتور خشبه - 3 قصص: 1968- زكي (ق3) - شنطة حمزة: 1967 - شاطئ المرح: 1967- رافعت - شقة الطلبة: 1967 - بنت شقية: 1967 | - غرام في أغسطس: 1966 - الزوج العازب: 1966- خشبة - آخر جنان: 1965- والد نبيلة - اقتلني من فضلك: 1965 - حب للجميع: 1965 - خدني معاك: 1965 - حايجننوني: 1960 - بين السما والأرض: 1959 - مهرجان الحب: 1958 - انا وقلبي: 1957- ممرض - أنا وأمي: 1957 - في الهوا سوا: 1951- مقدم استعراض السيرك - العودة والندم - البنت كبرت - البحث عن جريمة |

### مسلسلات
| - الكلام المباح: 2005 - لقاء السحاب: 2004 - شمس يوم جديد: 2003 - اجري ..اجري ..اجري: 2002 - زمن عماد الدين: 2002- الحاج جعفر السكرى - طيور الشمس: 2002 - بيت أبو الفرج: 1998 - قط و فار: 1998 - الشارع الجديد: 1997- الاب | - يوميات ونيس: 1997 ج4- أبو المكارم - سر اللعبة: 1996 - الزواج على طريقتي: 1995 - حكايات مجنونة: 1995 - العائلة: 1994 - كوبري الاحلام: 1994 - لعبة الفنجري: 1993 - ناس ولاد ناس: 1993 | - الآنسة كاف: 1993 - ماما نور: 1992 - وداعا يا ربيع العمر: 1992 - الدنيا وردة بيضاء: 1990- عزب - أولادي: 1989- مصطفى علوان - حلم الثراء الجميل: 1988 - خمسة خمسة: 1987 - وكسبنا القضية: 1986: مسعود الدكروري | - فرفشة: 1986 - عالم عم أمين: 1983: عم أمين البحيري - أبنائي الأعزاء.. شكرًا: 1979- بابا عبده - لا يا ابنتي العزيزة: 1979 - أيام المرح: 1972- غزولى - مغامرات راجل زي و زيك:1970- قارىء التعليق - جحا المصري: 1968 - تركة جدو: 1965 | - مهلا أيها العمر - اتنين تحت الصفر - سر الأرض - رفع الستار - الوقف - خاتم السعد - الصيد في الهواء - الهجرة إلى المجهول |

### مسرحيات
| - ريا وسكينة في مارينا: 2006 - بحبك يا مجرم: 1999- المامور - تفاحة يوسف: 1997 - سوق الحلاوة: 1990 - الفضيحة: 1989 - زقاق المدق: 1985 - ريا وسكينة: 1983- حسب الله | - مع خالص تحياتي: 1980- هاشم - نمرة 2 يكسب: 1977- تحسين المالح - أنا نسيت نفسي: 1977 - اولاد على بمبه: 1975 - الملاك الأزرق: 1974 - العيال الطيبين: 1972 | - مطار الحب: 1970- مصباح أبو النور - هاللو شلبي: 1969- عنبر - السكرتير الفني: 1968 ناظر المدرسة - ذات البيجامة الحمراء: 1967 - البيجاما الحمرا: 1967 - حالة حب: 1967- متولى المضلع - جوزين و فرد: 1966 | - الزوج العاشر: 1964- عصفور - لوكاندة الفردوس: 1964- عطية الشلشلمونى - اصل وصورة: 1963- عبد العزيز - مقالب سكابان مولير من الأدب العالمي: 1963 - زقاق المدق: 1958 - الناس اللي تحت: 1957 | - المغناطيس: 1955 - رقصة سالومي الأخيرة - بمبه كشر - مولود في الوقت الضائع: - فتح الله - خد بالك من عيالك - مطرب العواطف |

### أخرى
| - البحث عن شقة الزوجية: سهرة تلفزيونية 2002 - حب من ثلاثة أطراف: سهرة تلفزيونية 1998- منصور - أحلام مشروعة: سهرة تلفزيونية 1990 - جدو عبده راح مكتبته: الفوازير 1988- جدو عبده - جدو عبده زارع أرضه: الفوازير 1987- جدو عبده - هيام.. وفارس الأحلام: مسلسل إذاعي 1986 | - إفلاس خطبة: فيلم قصير 1966 - دنيا وفيها العجب: سهرة تلفزيونية - لو كنت منافقا: مسلسل إذاعي - أبو الفتوح حمزة - الأزواج الثلاثة: مسلسل إذاعي - شوكت - الزوج الثالث - الكابتن والوردة: سهرة تلفزيونية - بائع العصافير | - الأستاذ: سهرة تلفزيونية - سواق التاكسي: سهرة تلفزيونية - الرجل المناسب: سهرة تلفزيونية - حضرة الناظر: سهرة تلفزيونية - الأسوار: سهرة تلفزيونية | - عيد ميلاد سعيد: سهرة تلفزيونية - الحفلة: سهرة تلفزيونية - البريء والصورة: سهرة تلفزيونية - لغز الملكة شهرزاد: الفوازير- شهريار - خليل أفندي عاوز يتجوز: سهرة تلفزيونية |

## وفاته
بعد غيبوبة طويلة للغاية، توفي مدبولي صباح يوم الأحد 9 يوليو عام 2006 عن عمر ناهز ال84 بمستشفى المقاولون العرب على إثر التهاب رئوي حاد وقصور شديد بعضلة القلب. وشُيّعت جنازته من مسجد آل رشدان بمدينة نصر ودُفن بمقابر البساتين.

## وصلات خارجية
- عبد المنعم مدبولي على موقع IMDb (الإنجليزية)
- عبد المنعم مدبولي على موقع الدهليز
- عبد المنعم مدبولي على موقع قاعدة بيانات الأفلام العربية
- عبد المنعم مدبولي على موقع قاعدة بيانات الفيلم (الإنجليزية)
- عبد المنعم مدبولي على موقع كينوبويسك (الروسية)